# Station Dumont d'Urville
Het station Dumont d'Urville (base Dumont d'Urville) is een Frans poolstation op Antarctica. Het ligt op (66°40' Z, 140°01' O) in Adélieland aan de D'Urvillezee, en dicht bij de geomagnetische zuidpool.
Het station is genoemd naar de Franse ontdekkingsreiziger Jules Dumont d'Urville (1790-1842).

## Bouw en capaciteit
Het station werd in 1956 gebouwd ter vervanging van het station Port Martin, dat op 24 januari 1952 afbrandde. Daarbij waren geen gewonden gevallen. Het station kan ongeveer dertig tot veertig personen herbergen.

## Activiteiten
Het station wordt gebruikt voor wetenschappelijk en technologisch onderzoek. Enkele voorbeelden daarvan zijn:
- Glaciologie: Frankrijk heeft sinds 1841 onderzoekers op Antarctica, maar historisch klimaatonderzoek kan veel verder in de tijd teruggaan: boringen in het ijs kunnen klimaatveranderingen over de afgelopen 800.000 jaar volgen.
- Astrofysica: de dunne ozonlaag biedt juist hier een unieke gelegenheid om astronomische waarnemingen te doen.
- Menselijk gedrag in extreme omstandigheden van koude, sneeuwstormen en ruimtelijke ingeslotenheid.
- Technische en technologische innovaties, benodigd voor het uitvoeren van wetenschappelijk onderzoek onder de meest extreme condities.

## Bereikbaarheid
IJs en sterke winden maken landingen vaak onmogelijk, of het nu per zodiac-rubberboot is of per helikopter. De ijsbreker l'Astrolabe brengt geregeld voorraden en personeel van het station naar de haven van Hobart in Tasmanië. De Astrolabe maakt tussen de maanden november en maart vijf vaarten.